# Igino Rizzi
Igino Rizzi (Ponte di Legno, 18 ottobre 1924 – Ponte di Legno, 9 dicembre 2015) è stato un saltatore con gli sci italiano.

## Biografia
Nato a Ponte di Legno, in provincia di Brescia, nel 1924, a 23 anni prese parte ai Giochi olimpici di Sankt Moritz 1948, nel trampolino normale, unica gara di salto con gli sci in programma, terminando 45º con 131.7 punti.
Nel 1954 partecipò ai Mondiali di Falun, in Svezia, chiudendo 54º.
Ai campionati italiani vinse 1 oro e 3 bronzi nel trampolino normale.
Dopo il ritiro fu allenatore federale e maestro di sci.
Morì nel dicembre 2015, a 91 anni.
In suo onore è stato istituito un trofeo giovanile di salto con gli sci.